# Tagebuch eines Bibliothekars

Tagebuch eines Bibliothekars

Tagebuch eines Bibliothekars ist der Titel eines literarisch-journalistischen Tagebuchs des österreichischen Schriftstellers und Bibliothekars Helmuth Schönauer. In den sechs Bänden sind nach Entstehungsdatum geordnet gut 5000 Rezensionen zwischen 1982 und 2018 angeordnet. Jeder Band ist mit einer Einführung eines Exponenten aus der Verlags-, Bibliotheks- oder Literaturszene versehen. Chronologisches Titelregister und Autorenregister im Anhang sind im Verbundkatalog der Bibliotheken vernetzt und so online abrufbar.

## Inhalt
Der Schriftsteller und Bibliothekar Schönauer hat in den sechs Bänden seines "Tagebuchs eines Bibliothekars", die den Zeitraum zwischen 1982 und 2018 umfassen, mehr als 5000 Texte aus der österreichischen und internationalen Literatur rezensiert. In seinen Rezensionen ist es vor allem die Wertschätzung der Leser, die in diesem Medium zum Ausdruck kommt. Franzobel: „Schönauer nähert sich den Büchern mit großem Respekt, weiß sowohl der spröden experimentellen Literatur etwas abzugewinnen, als auch Pageturnern.“ (Vorwort I)
Das Rezensionskompendium zieht sich über 35 Jahre hin, dabei werden in einem ausgewogenen Mix Regionalliteratur, österreichische „Literaturhaus-Literatur“ und markante Übersetzungen aus aller Welt berücksichtigt. Die Rezensionen sind nicht nachbearbeitet, sodass sie durchaus andere Aspekte beleuchten, als dies in einer heutigen Rückschau erwartet würde.
„Das Gros der Rezensionen ist österreichischen wie internationalen Neuerscheinungen gewidmet, aber Literaturzeitschriften werden ebenso einbezogen wie vereinzelt Musik- und Hörbuch-CDs, Bücher zu Wirtschaftsfragen, mitunter auch Sekundärliteratur.“ (Evelyne Polt-Heinzl, Vorwort II)

## Originalausgabe
- Helmuth Schönauer: Tagebuch eines Bibliothekars. Band I. 1982–1998. Mit einem Vorwort von Franzobel. 894 Seiten. Sisyphus-Verlag, Klagenfurt 2015. ISBN 978-3-901960-79-6.
- Helmuth Schönauer: Tagebuch eines Bibliothekars. Band II. 1999–2003. Mit einem Vorwort von Evelyne Polt-Heinzl. 960 Seiten. Sisyphus-Verlag, Klagenfurt 2015. ISBN 978-3-901960-80-2.
- Helmuth Schönauer: Tagebuch eines Bibliothekars. Band III. 2004–2008. Mit einem Vorwort von Dieter Bandhauer. 902 Seiten. Sisyphus-Verlag, Klagenfurt 2016. ISBN 978-3-901960-81-9.
- Helmuth Schönauer: Tagebuch eines Bibliothekars. Band IV. 2009–2012. Mit einem Vorwort von Reinhard Ehgartner. Sisyphus-Verlag, Klagenfurt 2016. 895 Seiten. ISBN 978-3-901960-82-6.
- Helmuth Schönauer: Tagebuch eines Bibliothekars. Band V. 2013–2015. Mit einem Vorwort von Richard Wall. 924 Seiten. Sisyphus-Verlag, Klagenfurt 2016. ISBN 978-3-901960-83-3.
- Helmuth Schönauer: Tagebuch eines Bibliothekars. Band VI, 2016–2018. Mit einem Vorwort von Markus Köhle. 938 Seiten. Sisyphus-Verlag, Klagenfurt 2019. ISBN 978-3-903125-35-3.

## Fortsetzung alsBuch in Pension
Buch in Pension ist die kontinuierliche Lektüremitschrift eines Endverbrauchers des Literaturbetriebes. Schwerpunkte sind Beobachtung und Analyse der Gegenwartsliteratur mit dem Fokus auf die Literatur der Kleinverlage und an der Peripherie.
"Und so wird, eines fernen Tages, der freilich mit jedem von Schönauer neu gelesenen Buch ein Stück weiter in die Zukunft vorausgerückt wird, die schier unendliche Bibliothek von Babel in seiner, Schönauers, Pension zusammengefunden haben, in ihrer Vollständigkeit und reinen Vollkommenheit." (Ronald Pohl, Vorwort Band 4)
- Buch in Pension. Tagebuch eines pensionierten Bibliothekars 1. Hundert Rezensionen aus dem Jahr 2019. Mit einem Vorwort von Winfried Gindl. Sisyphus-Verlag, Klagenfurt 2020. ISBN 978-3-903125-44-5.
- Buch in Pension. Tagebuch eines pensionierten Bibliothekars 2. 130 Rezensionen aus dem Jahr 2020. Mit einem Vorwort von Gerhard Ruiss. Sisyphus-Verlag, Klagenfurt 2021. ISBN 978-3-903125-54-4.
- Buch in Pension. Tagebuch eines pensionierten Bibliothekars 3. 150 Rezensionen aus dem Jahr 2021. Mit einem Vorwort von Elias Schneitter. Sisyphus-Verlag, Klagenfurt 2022. ISBN 978-3-903125-65-0.
- Buch in Pension. Tagebuch eines pensionierten Bibliothekars 4. 150 Rezensionen aus dem Jahr 2022. Mit einem Vorwort von Ronald Pohl. Sisyphus-Verlag, Klagenfurt 2023. ISBN 978-3-903125-77-3.
- Buch in Pension. Tagebuch eines pensionierten Bibliothekars 5. 100 Rezensionen aus dem Jahr 2023. Mit einem Vorwort von Sophie Reyer. Sisyphus-Verlag, Klagenfurt 2024. ISBN 978-3-903125-83-4.